# Dorylaea flavicollis
Dorylaea flavicollis är en kackerlacksart som först beskrevs av Jean Guillaume Audinet Serville 1839.  Dorylaea flavicollis ingår i släktet Dorylaea och familjen storkackerlackor. Inga underarter finns listade i Catalogue of Life.